# Breweria
Breweria es un género con 50 especies de plantas con flores perteneciente a la familia de las convolvuláceas. Comprende 48 especies descritas y de estas, solo 5 aceptadas.

## Taxonomía
El género fue descrito por Robert Brown y publicado en Prodromus Florae Novae Hollandiae 487–488. 1810. La especie tipo es: Breweria linearis R. Br.

## Especies aceptadas
A continuación se brinda un listado de las especies del género Breweria aceptadas hasta junio de 2015, ordenadas alfabéticamente. Para cada una se indica el nombre binomial seguido del autor, abreviado según las convenciones y usos.	
- Breweria aquatica (Walter) A. Gray
- Breweria densiflora Baker
- Breweria humistrata (Walter) A. Gray
- Breweria michauxii Fernald & B.G. Schub.
- Breweria pickeringii (Torr. ex M.A. Curtis) A. Gray